# Tommy Smith (1992)
Thomas George Smith (Warrington (Cheshire), 14 de abril de 1992) é um futebolista profissional inglês que atua como defensor.

## Carreira

### Huddersfield Town
Tommy Smith se profissionalizou no Huddersfield Town, em 2013.

## Títulos
Huddersfield Town
- EFL Championship play-offs: 2016–17[2]